# 1654
Portal Geschichte | Portal Biografien | Aktuelle Ereignisse | Jahreskalender | Tagesartikel

◄ |
16. Jahrhundert |
17. Jahrhundert
| 18. Jahrhundert | ►

◄ |
1620er |
1630er |
1640er |
1650er
| 1660er | 1670er | 1680er | ►

◄◄ |
◄ |
1650 |
1651 |
1652 |
1653 |
1654
| 1655 | 1656 | 1657 | 1658 | ► | ►►
Staatsoberhäupter  · Nekrolog   · Musikjahr
| Januar | Januar | Januar | Januar | Januar | Januar | Januar | Januar |
| Kw     | Mo     | Di     | Mi     | Do     | Fr     | Sa     | So     |
| ------ | ------ | ------ | ------ | ------ | ------ | ------ | ------ |
| 1      |        |        |        | 1      | 2      | 3      | 4      |
| 2      | 5      | 6      | 7      | 8      | 9      | 10     | 11     |
| 3      | 12     | 13     | 14     | 15     | 16     | 17     | 18     |
| 4      | 19     | 20     | 21     | 22     | 23     | 24     | 25     |
| 5      | 26     | 27     | 28     | 29     | 30     | 31     |        |

| Februar | Februar | Februar | Februar | Februar | Februar | Februar | Februar |
| Kw      | Mo      | Di      | Mi      | Do      | Fr      | Sa      | So      |
| ------- | ------- | ------- | ------- | ------- | ------- | ------- | ------- |
| 5       |         |         |         |         |         |         | 1       |
| 6       | 2       | 3       | 4       | 5       | 6       | 7       | 8       |
| 7       | 9       | 10      | 11      | 12      | 13      | 14      | 15      |
| 8       | 16      | 17      | 18      | 19      | 20      | 21      | 22      |
| 9       | 23      | 24      | 25      | 26      | 27      | 28      |         |

| März | März | März | März | März | März | März | März |
| Kw   | Mo   | Di   | Mi   | Do   | Fr   | Sa   | So   |
| ---- | ---- | ---- | ---- | ---- | ---- | ---- | ---- |
| 9    |      |      |      |      |      |      | 1    |
| 10   | 2    | 3    | 4    | 5    | 6    | 7    | 8    |
| 11   | 9    | 10   | 11   | 12   | 13   | 14   | 15   |
| 12   | 16   | 17   | 18   | 19   | 20   | 21   | 22   |
| 13   | 23   | 24   | 25   | 26   | 27   | 28   | 29   |
| 14   | 30   | 31   |      |      |      |      |      |

| April | April | April | April | April | April | April | April |
| Kw    | Mo    | Di    | Mi    | Do    | Fr    | Sa    | So    |
| ----- | ----- | ----- | ----- | ----- | ----- | ----- | ----- |
| 14    |       |       | 1     | 2     | 3     | 4     | 5     |
| 15    | 6     | 7     | 8     | 9     | 10    | 11    | 12    |
| 16    | 13    | 14    | 15    | 16    | 17    | 18    | 19    |
| 17    | 20    | 21    | 22    | 23    | 24    | 25    | 26    |
| 18    | 27    | 28    | 29    | 30    |       |       |       |

| Mai | Mai | Mai | Mai | Mai | Mai | Mai | Mai |
| Kw  | Mo  | Di  | Mi  | Do  | Fr  | Sa  | So  |
| --- | --- | --- | --- | --- | --- | --- | --- |
| 18  |     |     |     |     | 1   | 2   | 3   |
| 19  | 4   | 5   | 6   | 7   | 8   | 9   | 10  |
| 20  | 11  | 12  | 13  | 14  | 15  | 16  | 17  |
| 21  | 18  | 19  | 20  | 21  | 22  | 23  | 24  |
| 22  | 25  | 26  | 27  | 28  | 29  | 30  | 31  |

| Juni | Juni | Juni | Juni | Juni | Juni | Juni | Juni |
| Kw   | Mo   | Di   | Mi   | Do   | Fr   | Sa   | So   |
| ---- | ---- | ---- | ---- | ---- | ---- | ---- | ---- |
| 23   | 1    | 2    | 3    | 4    | 5    | 6    | 7    |
| 24   | 8    | 9    | 10   | 11   | 12   | 13   | 14   |
| 25   | 15   | 16   | 17   | 18   | 19   | 20   | 21   |
| 26   | 22   | 23   | 24   | 25   | 26   | 27   | 28   |
| 27   | 29   | 30   |      |      |      |      |      |

| Juli | Juli | Juli | Juli | Juli | Juli | Juli | Juli |
| Kw   | Mo   | Di   | Mi   | Do   | Fr   | Sa   | So   |
| ---- | ---- | ---- | ---- | ---- | ---- | ---- | ---- |
| 27   |      |      | 1    | 2    | 3    | 4    | 5    |
| 28   | 6    | 7    | 8    | 9    | 10   | 11   | 12   |
| 29   | 13   | 14   | 15   | 16   | 17   | 18   | 19   |
| 30   | 20   | 21   | 22   | 23   | 24   | 25   | 26   |
| 31   | 27   | 28   | 29   | 30   | 31   |      |      |

| August | August | August | August | August | August | August | August |
| Kw     | Mo     | Di     | Mi     | Do     | Fr     | Sa     | So     |
| ------ | ------ | ------ | ------ | ------ | ------ | ------ | ------ |
| 31     |        |        |        |        |        | 1      | 2      |
| 32     | 3      | 4      | 5      | 6      | 7      | 8      | 9      |
| 33     | 10     | 11     | 12     | 13     | 14     | 15     | 16     |
| 34     | 17     | 18     | 19     | 20     | 21     | 22     | 23     |
| 35     | 24     | 25     | 26     | 27     | 28     | 29     | 30     |
| 36     | 31     |        |        |        |        |        |        |

| September | September | September | September | September | September | September | September |
| Kw        | Mo        | Di        | Mi        | Do        | Fr        | Sa        | So        |
| --------- | --------- | --------- | --------- | --------- | --------- | --------- | --------- |
| 36        |           | 1         | 2         | 3         | 4         | 5         | 6         |
| 37        | 7         | 8         | 9         | 10        | 11        | 12        | 13        |
| 38        | 14        | 15        | 16        | 17        | 18        | 19        | 20        |
| 39        | 21        | 22        | 23        | 24        | 25        | 26        | 27        |
| 40        | 28        | 29        | 30        |           |           |           |           |

| Oktober | Oktober | Oktober | Oktober | Oktober | Oktober | Oktober | Oktober |
| Kw      | Mo      | Di      | Mi      | Do      | Fr      | Sa      | So      |
| ------- | ------- | ------- | ------- | ------- | ------- | ------- | ------- |
| 40      |         |         |         | 1       | 2       | 3       | 4       |
| 41      | 5       | 6       | 7       | 8       | 9       | 10      | 11      |
| 42      | 12      | 13      | 14      | 15      | 16      | 17      | 18      |
| 43      | 19      | 20      | 21      | 22      | 23      | 24      | 25      |
| 44      | 26      | 27      | 28      | 29      | 30      | 31      |         |

| November | November | November | November | November | November | November | November |
| Kw       | Mo       | Di       | Mi       | Do       | Fr       | Sa       | So       |
| -------- | -------- | -------- | -------- | -------- | -------- | -------- | -------- |
| 44       |          |          |          |          |          |          | 1        |
| 45       | 2        | 3        | 4        | 5        | 6        | 7        | 8        |
| 46       | 9        | 10       | 11       | 12       | 13       | 14       | 15       |
| 47       | 16       | 17       | 18       | 19       | 20       | 21       | 22       |
| 48       | 23       | 24       | 25       | 26       | 27       | 28       | 29       |
| 49       | 30       |          |          |          |          |          |          |

| Dezember | Dezember | Dezember | Dezember | Dezember | Dezember | Dezember | Dezember |
| Kw       | Mo       | Di       | Mi       | Do       | Fr       | Sa       | So       |
| -------- | -------- | -------- | -------- | -------- | -------- | -------- | -------- |
| 49       |          | 1        | 2        | 3        | 4        | 5        | 6        |
| 50       | 7        | 8        | 9        | 10       | 11       | 12       | 13       |
| 51       | 14       | 15       | 16       | 17       | 18       | 19       | 20       |
| 52       | 21       | 22       | 23       | 24       | 25       | 26       | 27       |
| 53       | 28       | 29       | 30       | 31       |          |          |          |

| Januar | Januar | Januar | Januar | Januar | Januar | Januar | Januar |
| Kw     | Mo     | Di     | Mi     | Do     | Fr     | Sa     | So     |
| ------ | ------ | ------ | ------ | ------ | ------ | ------ | ------ |
| 1      |        |        |        | 1      | 2      | 3      | 4      |
| 2      | 5      | 6      | 7      | 8      | 9      | 10     | 11     |
| 3      | 12     | 13     | 14     | 15     | 16     | 17     | 18     |
| 4      | 19     | 20     | 21     | 22     | 23     | 24     | 25     |
| 5      | 26     | 27     | 28     | 29     | 30     | 31     |        |

| Februar | Februar | Februar | Februar | Februar | Februar | Februar | Februar |
| Kw      | Mo      | Di      | Mi      | Do      | Fr      | Sa      | So      |
| ------- | ------- | ------- | ------- | ------- | ------- | ------- | ------- |
| 5       |         |         |         |         |         |         | 1       |
| 6       | 2       | 3       | 4       | 5       | 6       | 7       | 8       |
| 7       | 9       | 10      | 11      | 12      | 13      | 14      | 15      |
| 8       | 16      | 17      | 18      | 19      | 20      | 21      | 22      |
| 9       | 23      | 24      | 25      | 26      | 27      | 28      |         |

| März | März | März | März | März | März | März | März |
| Kw   | Mo   | Di   | Mi   | Do   | Fr   | Sa   | So   |
| ---- | ---- | ---- | ---- | ---- | ---- | ---- | ---- |
| 9    |      |      |      |      |      |      | 1    |
| 10   | 2    | 3    | 4    | 5    | 6    | 7    | 8    |
| 11   | 9    | 10   | 11   | 12   | 13   | 14   | 15   |
| 12   | 16   | 17   | 18   | 19   | 20   | 21   | 22   |
| 13   | 23   | 24   | 25   | 26   | 27   | 28   | 29   |
| 14   | 30   | 31   |      |      |      |      |      |

| April | April | April | April | April | April | April | April |
| Kw    | Mo    | Di    | Mi    | Do    | Fr    | Sa    | So    |
| ----- | ----- | ----- | ----- | ----- | ----- | ----- | ----- |
| 14    |       |       | 1     | 2     | 3     | 4     | 5     |
| 15    | 6     | 7     | 8     | 9     | 10    | 11    | 12    |
| 16    | 13    | 14    | 15    | 16    | 17    | 18    | 19    |
| 17    | 20    | 21    | 22    | 23    | 24    | 25    | 26    |
| 18    | 27    | 28    | 29    | 30    |       |       |       |

| Mai | Mai | Mai | Mai | Mai | Mai | Mai | Mai |
| Kw  | Mo  | Di  | Mi  | Do  | Fr  | Sa  | So  |
| --- | --- | --- | --- | --- | --- | --- | --- |
| 18  |     |     |     |     | 1   | 2   | 3   |
| 19  | 4   | 5   | 6   | 7   | 8   | 9   | 10  |
| 20  | 11  | 12  | 13  | 14  | 15  | 16  | 17  |
| 21  | 18  | 19  | 20  | 21  | 22  | 23  | 24  |
| 22  | 25  | 26  | 27  | 28  | 29  | 30  | 31  |

| Juni | Juni | Juni | Juni | Juni | Juni | Juni | Juni |
| Kw   | Mo   | Di   | Mi   | Do   | Fr   | Sa   | So   |
| ---- | ---- | ---- | ---- | ---- | ---- | ---- | ---- |
| 23   | 1    | 2    | 3    | 4    | 5    | 6    | 7    |
| 24   | 8    | 9    | 10   | 11   | 12   | 13   | 14   |
| 25   | 15   | 16   | 17   | 18   | 19   | 20   | 21   |
| 26   | 22   | 23   | 24   | 25   | 26   | 27   | 28   |
| 27   | 29   | 30   |      |      |      |      |      |

| Juli | Juli | Juli | Juli | Juli | Juli | Juli | Juli |
| Kw   | Mo   | Di   | Mi   | Do   | Fr   | Sa   | So   |
| ---- | ---- | ---- | ---- | ---- | ---- | ---- | ---- |
| 27   |      |      | 1    | 2    | 3    | 4    | 5    |
| 28   | 6    | 7    | 8    | 9    | 10   | 11   | 12   |
| 29   | 13   | 14   | 15   | 16   | 17   | 18   | 19   |
| 30   | 20   | 21   | 22   | 23   | 24   | 25   | 26   |
| 31   | 27   | 28   | 29   | 30   | 31   |      |      |

| August | August | August | August | August | August | August | August |
| Kw     | Mo     | Di     | Mi     | Do     | Fr     | Sa     | So     |
| ------ | ------ | ------ | ------ | ------ | ------ | ------ | ------ |
| 31     |        |        |        |        |        | 1      | 2      |
| 32     | 3      | 4      | 5      | 6      | 7      | 8      | 9      |
| 33     | 10     | 11     | 12     | 13     | 14     | 15     | 16     |
| 34     | 17     | 18     | 19     | 20     | 21     | 22     | 23     |
| 35     | 24     | 25     | 26     | 27     | 28     | 29     | 30     |
| 36     | 31     |        |        |        |        |        |        |

| September | September | September | September | September | September | September | September |
| Kw        | Mo        | Di        | Mi        | Do        | Fr        | Sa        | So        |
| --------- | --------- | --------- | --------- | --------- | --------- | --------- | --------- |
| 36        |           | 1         | 2         | 3         | 4         | 5         | 6         |
| 37        | 7         | 8         | 9         | 10        | 11        | 12        | 13        |
| 38        | 14        | 15        | 16        | 17        | 18        | 19        | 20        |
| 39        | 21        | 22        | 23        | 24        | 25        | 26        | 27        |
| 40        | 28        | 29        | 30        |           |           |           |           |

| Oktober | Oktober | Oktober | Oktober | Oktober | Oktober | Oktober | Oktober |
| Kw      | Mo      | Di      | Mi      | Do      | Fr      | Sa      | So      |
| ------- | ------- | ------- | ------- | ------- | ------- | ------- | ------- |
| 40      |         |         |         | 1       | 2       | 3       | 4       |
| 41      | 5       | 6       | 7       | 8       | 9       | 10      | 11      |
| 42      | 12      | 13      | 14      | 15      | 16      | 17      | 18      |
| 43      | 19      | 20      | 21      | 22      | 23      | 24      | 25      |
| 44      | 26      | 27      | 28      | 29      | 30      | 31      |         |

| November | November | November | November | November | November | November | November |
| Kw       | Mo       | Di       | Mi       | Do       | Fr       | Sa       | So       |
| -------- | -------- | -------- | -------- | -------- | -------- | -------- | -------- |
| 44       |          |          |          |          |          |          | 1        |
| 45       | 2        | 3        | 4        | 5        | 6        | 7        | 8        |
| 46       | 9        | 10       | 11       | 12       | 13       | 14       | 15       |
| 47       | 16       | 17       | 18       | 19       | 20       | 21       | 22       |
| 48       | 23       | 24       | 25       | 26       | 27       | 28       | 29       |
| 49       | 30       |          |          |          |          |          |          |

| Dezember | Dezember | Dezember | Dezember | Dezember | Dezember | Dezember | Dezember |
| Kw       | Mo       | Di       | Mi       | Do       | Fr       | Sa       | So       |
| -------- | -------- | -------- | -------- | -------- | -------- | -------- | -------- |
| 49       |          | 1        | 2        | 3        | 4        | 5        | 6        |
| 50       | 7        | 8        | 9        | 10       | 11       | 12       | 13       |
| 51       | 14       | 15       | 16       | 17       | 18       | 19       | 20       |
| 52       | 21       | 22       | 23       | 24       | 25       | 26       | 27       |
| 53       | 28       | 29       | 30       | 31       |          |          |          |

## Ereignisse

### Politik und Weltgeschehen

#### Polen / Russland
- 19. Januar: Die Saporoger Kosaken, die seit 1648 durch den Chmelnyzkyj-Aufstand die polnische Herrschaft in der Ukraine zu beenden suchen, unterstellen mit dem Vertrag von Perejaslaw ihr Land dem russischen Zaren.

Feldzüge im Russisch-Polnischen Krieg 1654–1667

- Der Russisch-Polnische Krieg beginnt, als das Zarentum Russland infolge des Bündnisschlusses von Perejaslaw den Saporoger Kosaken in der Ukraine zu Hilfe kommt, die seit sechs Jahren gegen die polnische Oberherrschaft kämpfen. Der Krieg, der über seine ganze Dauer bis 1667 praktisch ausschließlich auf dem Gebiet Polen-Litauens stattfindet, verläuft äußerst wechselhaft.

#### Erster Bremisch-Schwedischer Krieg
- 11. März bis 15. September: Das Königreich Schweden und die Hansestadt Bremen führen den Ersten Bremisch-Schwedischen Krieg um die Vorherrschaft im Gebiet des Herzogtums Bremen-Verden und um den Status Bremens als freie Reichsstadt.

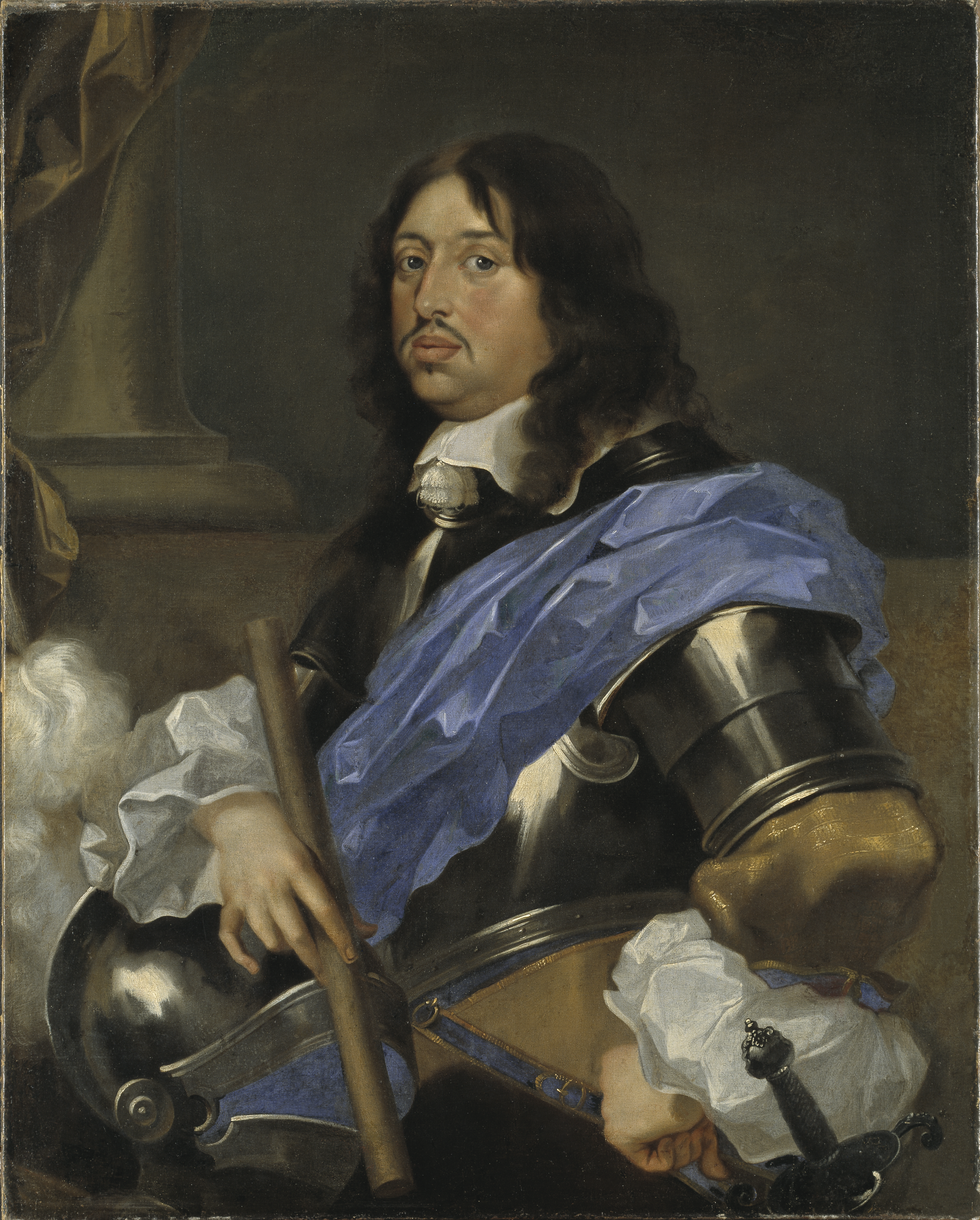
Karl X. Gustav

- 16. Juni:  Königin Christina von Schweden dankt zugunsten ihres Vetters Karl X. Gustav ab. Hintergrund des Thronverzichts ist die Sympathie der Königin für den in Schweden bekämpften katholischen Glauben.
- 28. November: In Stade, dem Verwaltungssitz des Herzogtums Bremen, wird der Erste Stader Vergleich zwischen Schweden und Bremen über die Beendigung des Ersten Bremisch-Schwedischen Krieges geschlossen. Das Kirchspiel Lehe und die Herrschaft Bederkesa verbleiben bei Schweden. Blumenthal und Vegesack bleiben bremisch, jedoch muss Bremen die landesherrlichen Rechte Schweden überlassen. Schweden erkennt die Reichsunmittelbarkeit von Bremen weiterhin an, womit der Reichsstand von Bremen offen bleibt und Bremen der Krone Schwedens huldigen muss. Diese Huldigung erfolgt am 6. Dezember.

#### Weitere Ereignisse im Heiligen Römischen Reich
- 17. Mai: Die Verabschiedung des Reichstags zu Regensburg 1653/54, der unter Kaiser Ferdinand III. erstmals nach dem Dreißigjährigen Krieg zusammengetreten ist, geht als Jüngster Reichsabschied in die Geschichte ein.
- Im Haus Hessen wird der Regensburger Vertrag zwischen dem regierenden Landgrafen Wilhelm VI. von Hessen-Kassel und seinem Onkel Ernst I. von Hessen-Rheinfels aus der Nebenlinie Hessen-Rotenburg geschlossen.  Ernst ist 1652 zum römisch-katholischen Glauben übergetreten, und der Vertrag soll die hessen-kasselschen Hoheitsrechte und Kirchengewalt in Ernsts Mediat-Landgrafschaft, der ehemaligen Niedergrafschaft Katzenelnbogen, sicherstellen.

#### Westeuropa
- 5. April: Der Erste Englisch-Niederländische Krieg endet mit dem Frieden von Westminster. Als geheime Klausel wird der Seklusionsakt in den Vertrag aufgenommen.
- 7. Juni: König Ludwig XIV. von Frankreich wird nach der Niederschlagung der Fronde-Aufstände zum sichtbaren Zeichen der Wiederherstellung der alten Ordnung in der Kathedrale von Reims gesalbt und gekrönt.

#### Karibik
- 20. Mai: Das Herzogtum Kurland und Semgallen errichtet auf der Karibikinsel Tobago eine Kolonie.

### Wirtschaft
- Zwischen Berlin und Hamburg wird eine Poststraße auf einem ehemaligen Pilgerweg errichtet.

### Wissenschaft und Technik

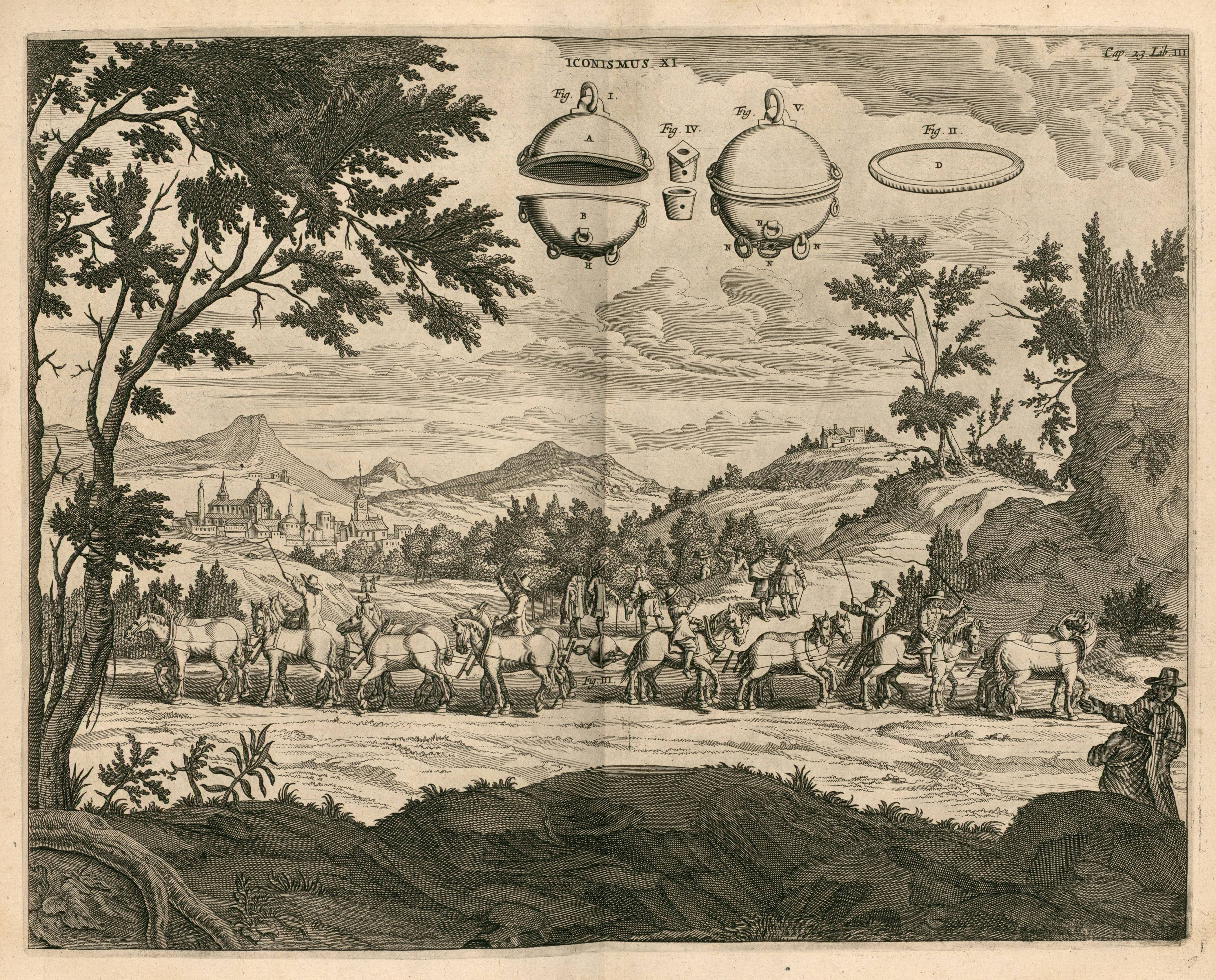
Magdeburger Halbkugeln

- Die Wirkungen von Luftdruck und Vakuum werden dem Regensburger Reichstag von Otto von Guericke durch die „Magdeburger Halbkugeln“ demonstriert.
- 29. Juli: Beginn des Briefwechsels zwischen Blaise Pascal und Pierre de Fermat zum Teilungsproblem, der als Geburtsstunde der Stochastik gilt.
- 14. Oktober: Die Universität Duisburg wird feierlich eröffnet.
- 15. Dezember: In Florenz wird mit der regelmäßigen Messung und Aufzeichnung der Lufttemperatur begonnen.
- Der englische Ökonom William Petty erhält den Auftrag, ganz Irland in einem Kataster zu erfassen. Er beginnt mit dem Down Survey.
- Joan Blaeu gibt den ersten Atlas von Schottland heraus.

Blaeus Atlas von Schottland – Auszug
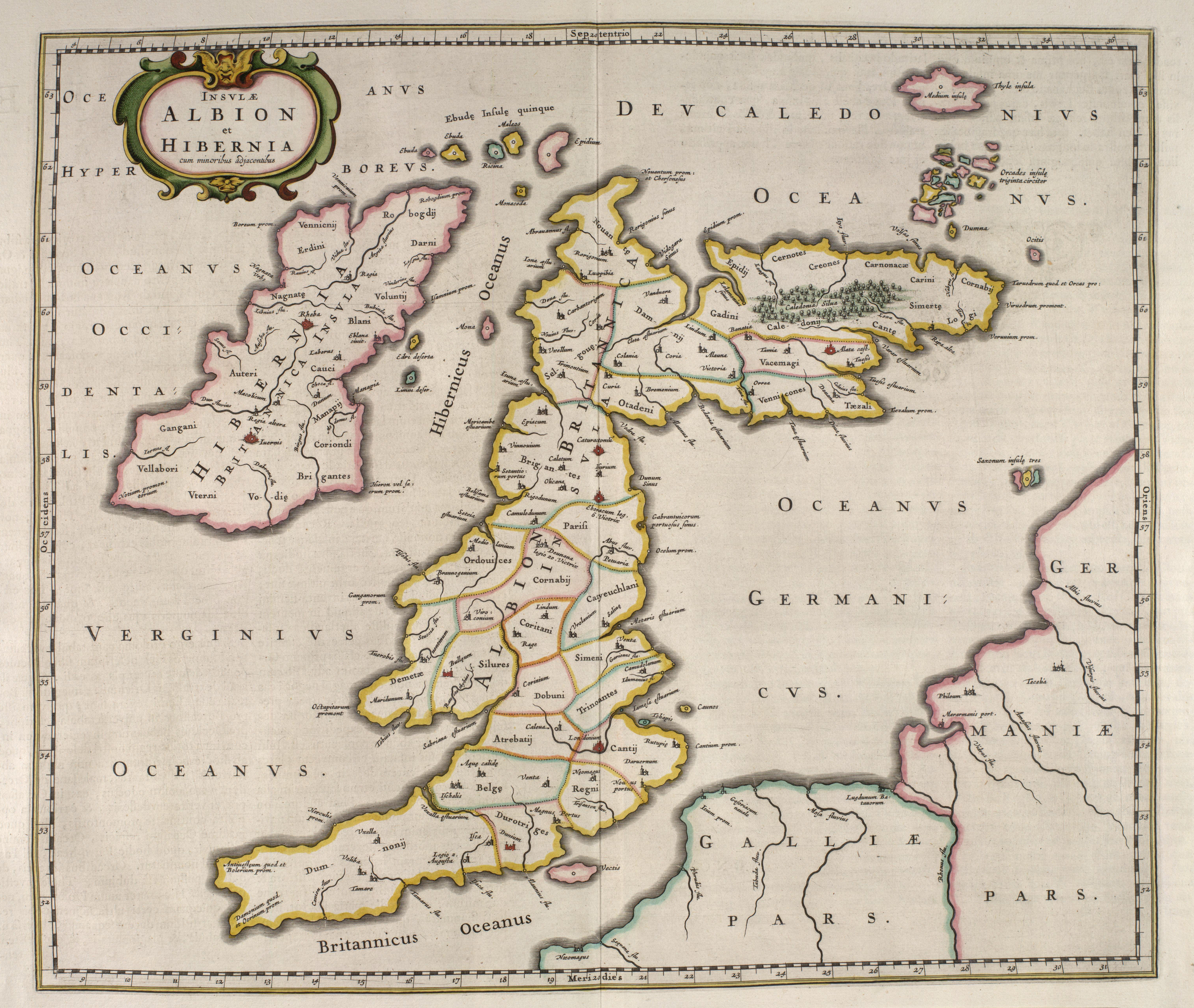
1. INSULAE ALBION ET HIBERNIA
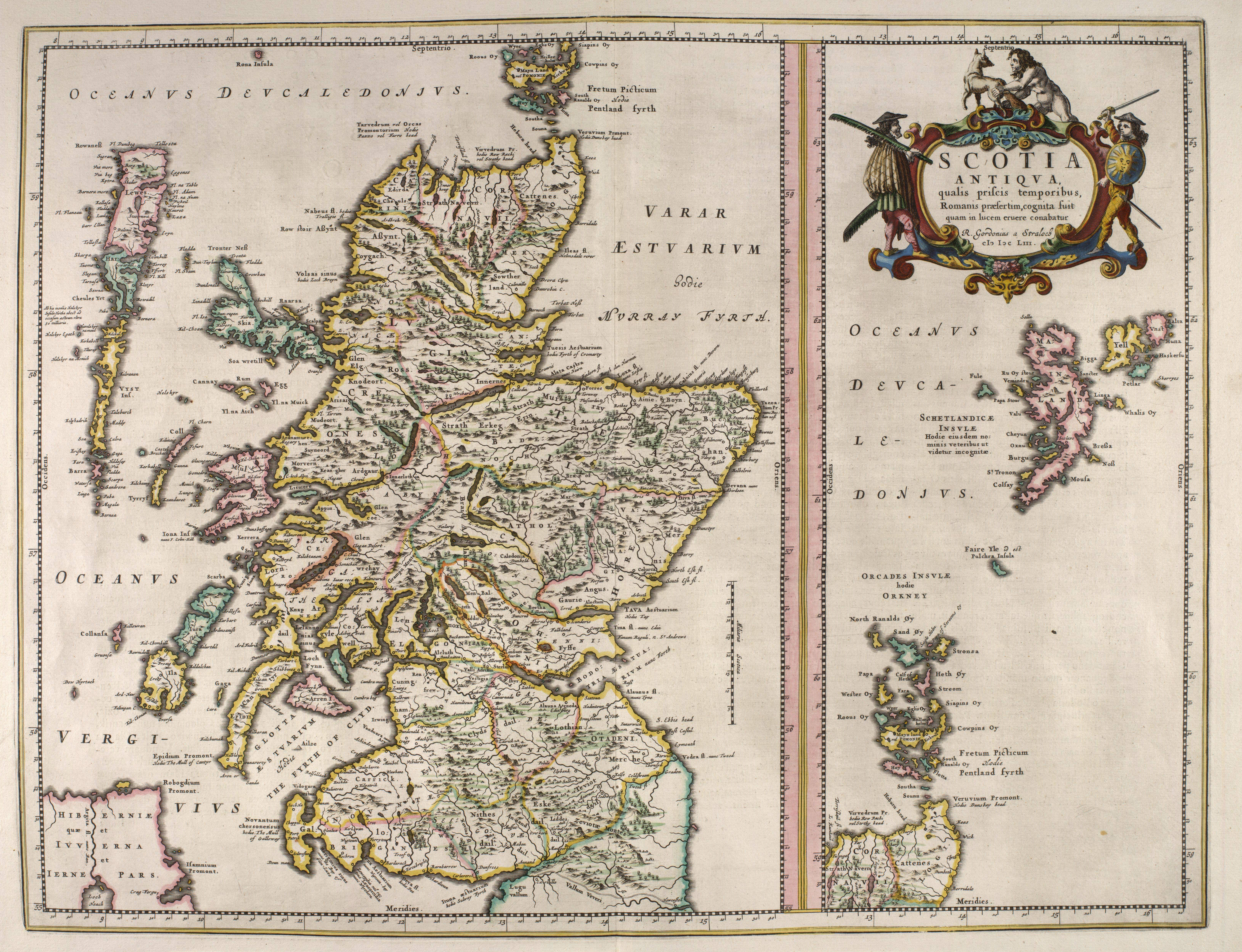
2. SCOTIA ANTIQUA
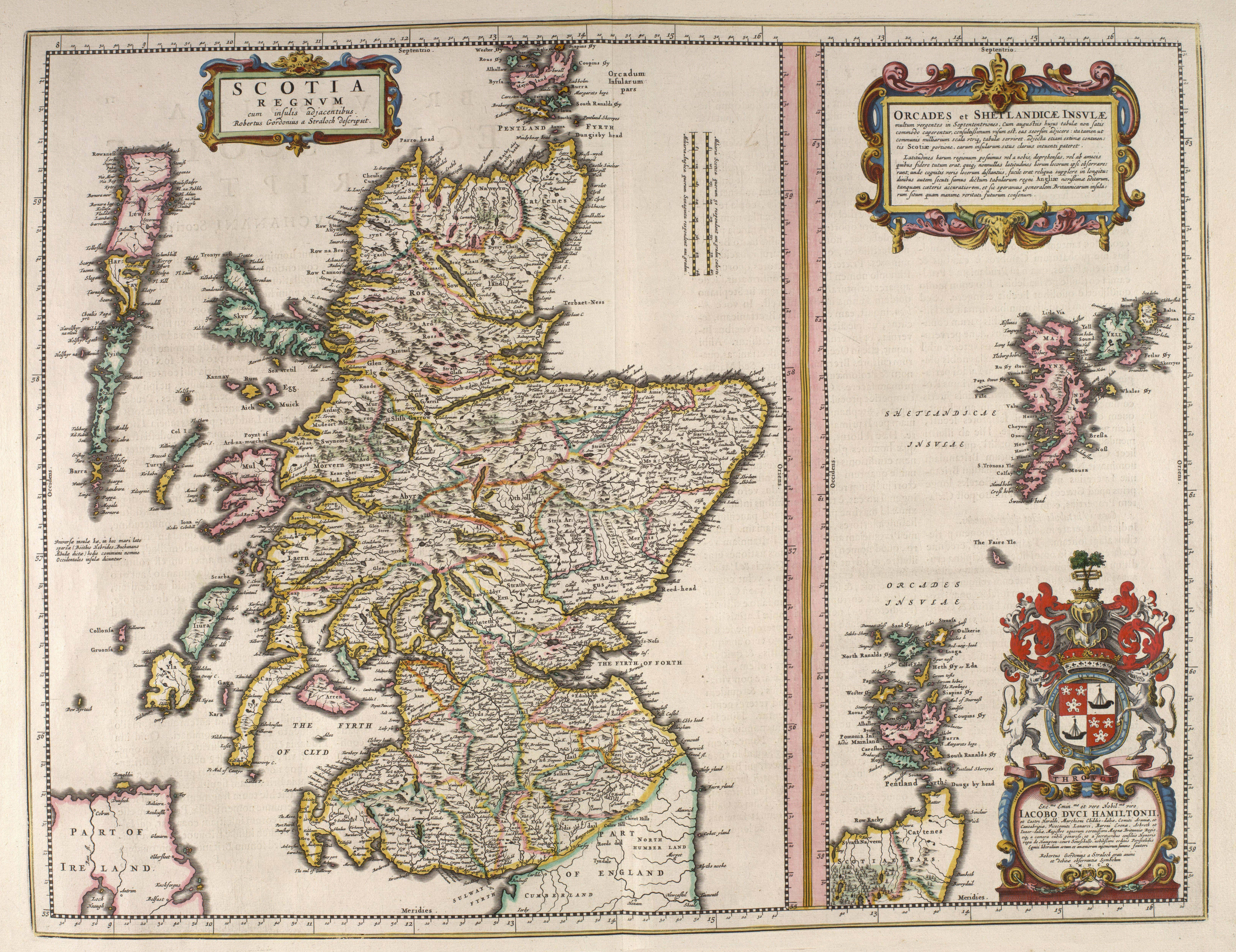
3. SCOTIA REGNUM

### Kultur

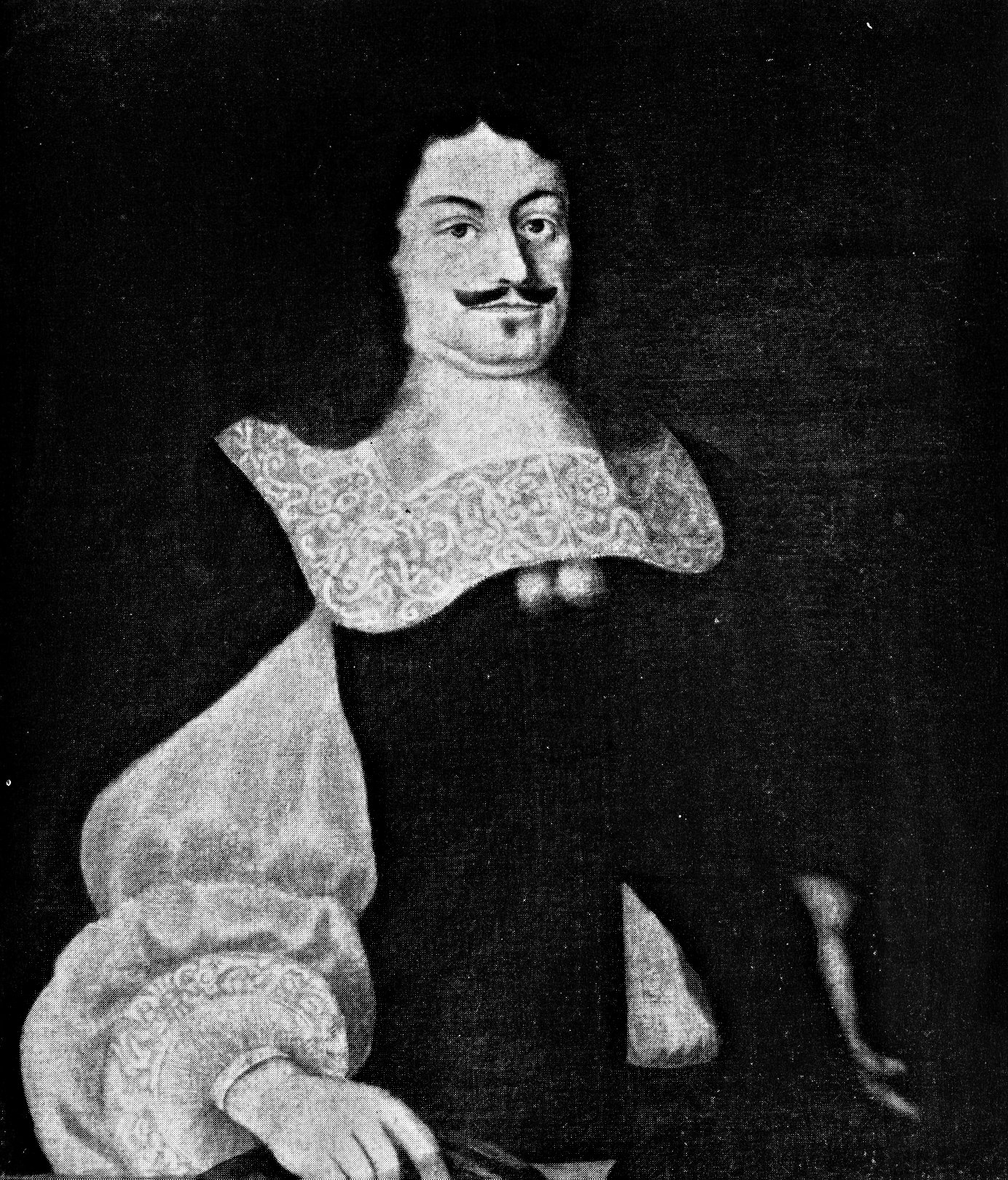
Andreas Gryphius, Kupferstich von Philipp Kilian

- 24. August: Aufgrund eines starken Unwetters an diesem Tag dichtet der Lyriker Andreas Gryphius sein  Sonett Auf das grausame Ungewitter.

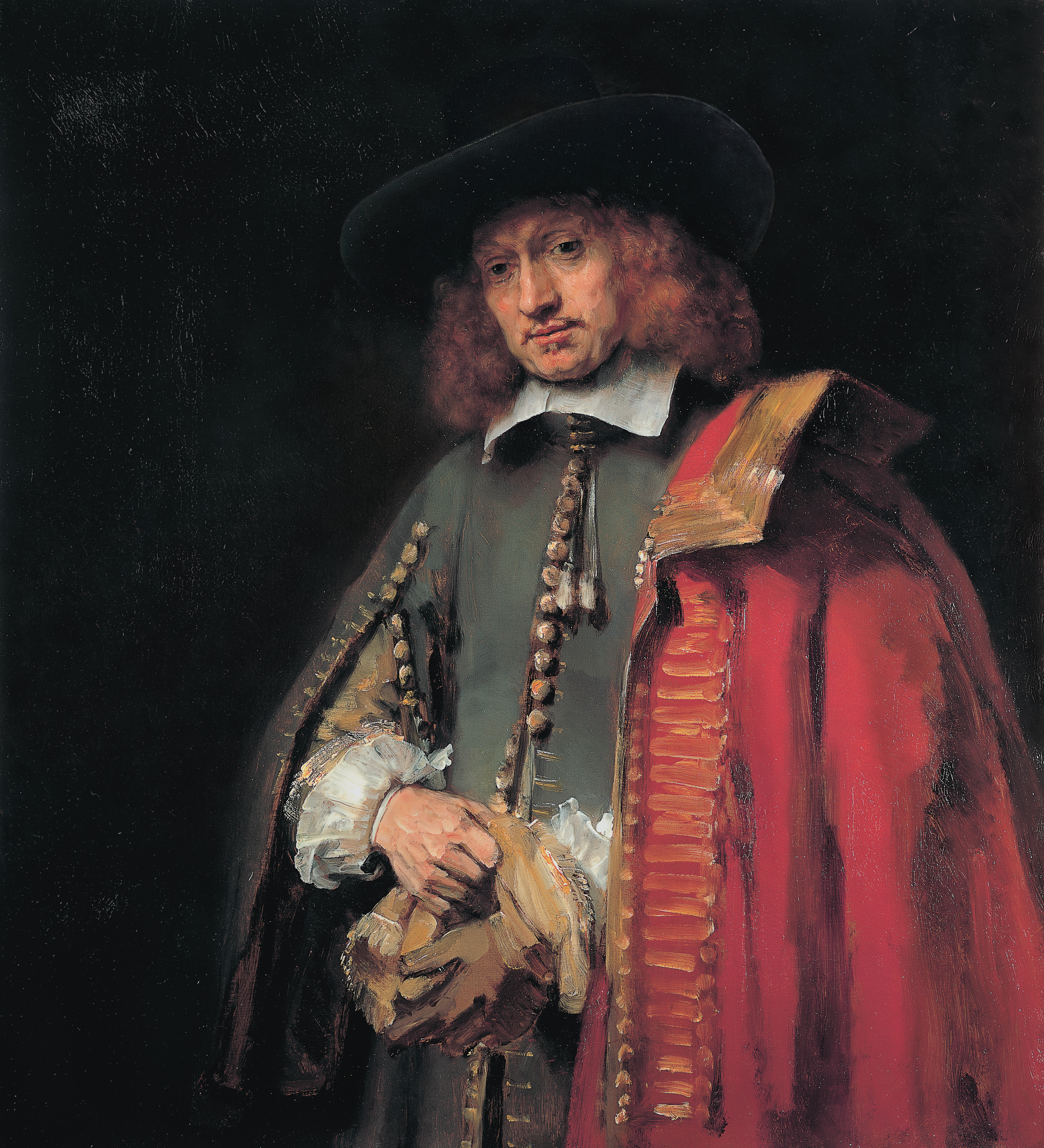
Porträt des Jan Six

- Rembrandt van Rijn: Porträt des Jan Six

### Religion
- 14. April: Der Grundstein für das Kapuzinerkloster Hartberg wird gelegt.

### Katastrophen
- 12. Oktober: Bei der hinterher als Delfter Donnerschlag bekannt gewordenen Explosion eines Pulverlagers im niederländischen Delft sterben vermutlich 1.200 Menschen und werden Tausende verletzt. Die Stadt wird verwüstet, etwa 500 Häuser werden schwer in Mitleidenschaft gezogen.

## Historische Karten und Ansichten

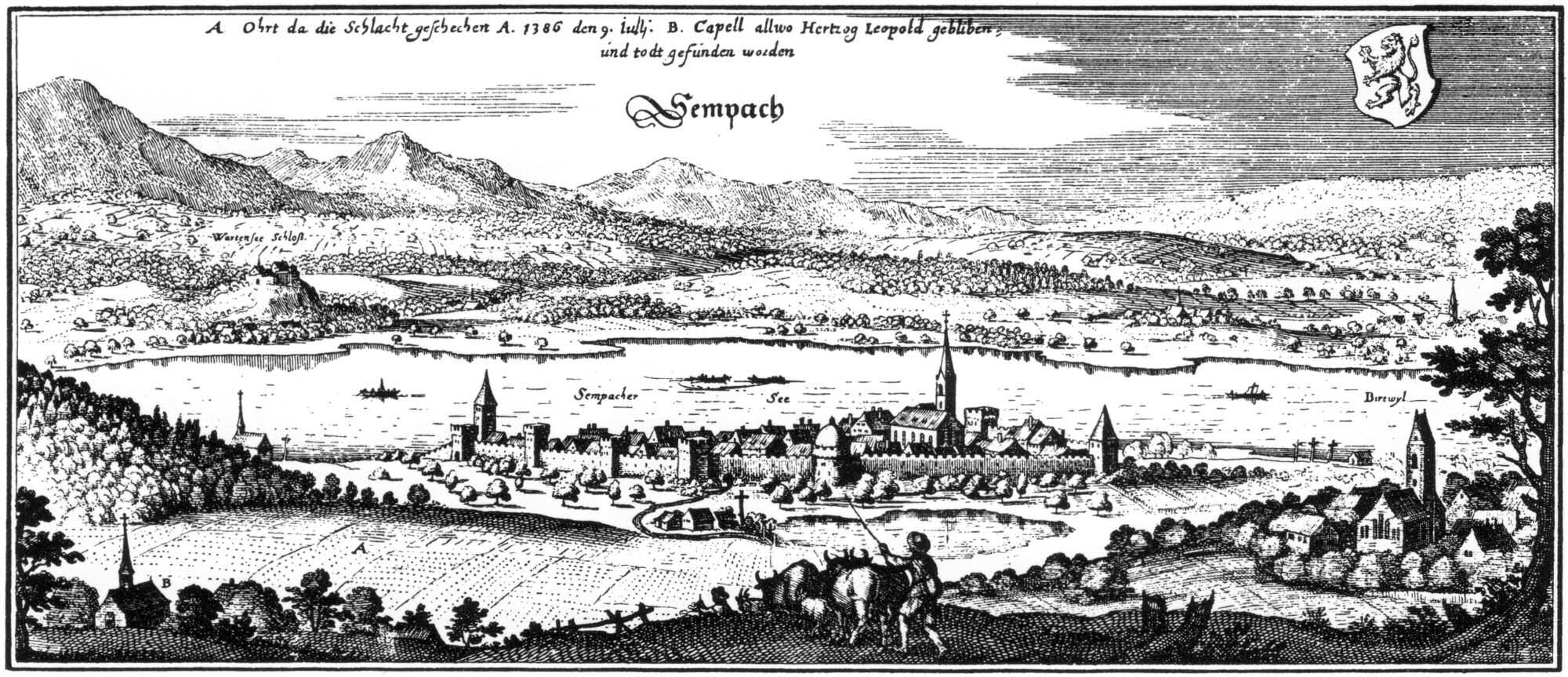
Sempach 1654

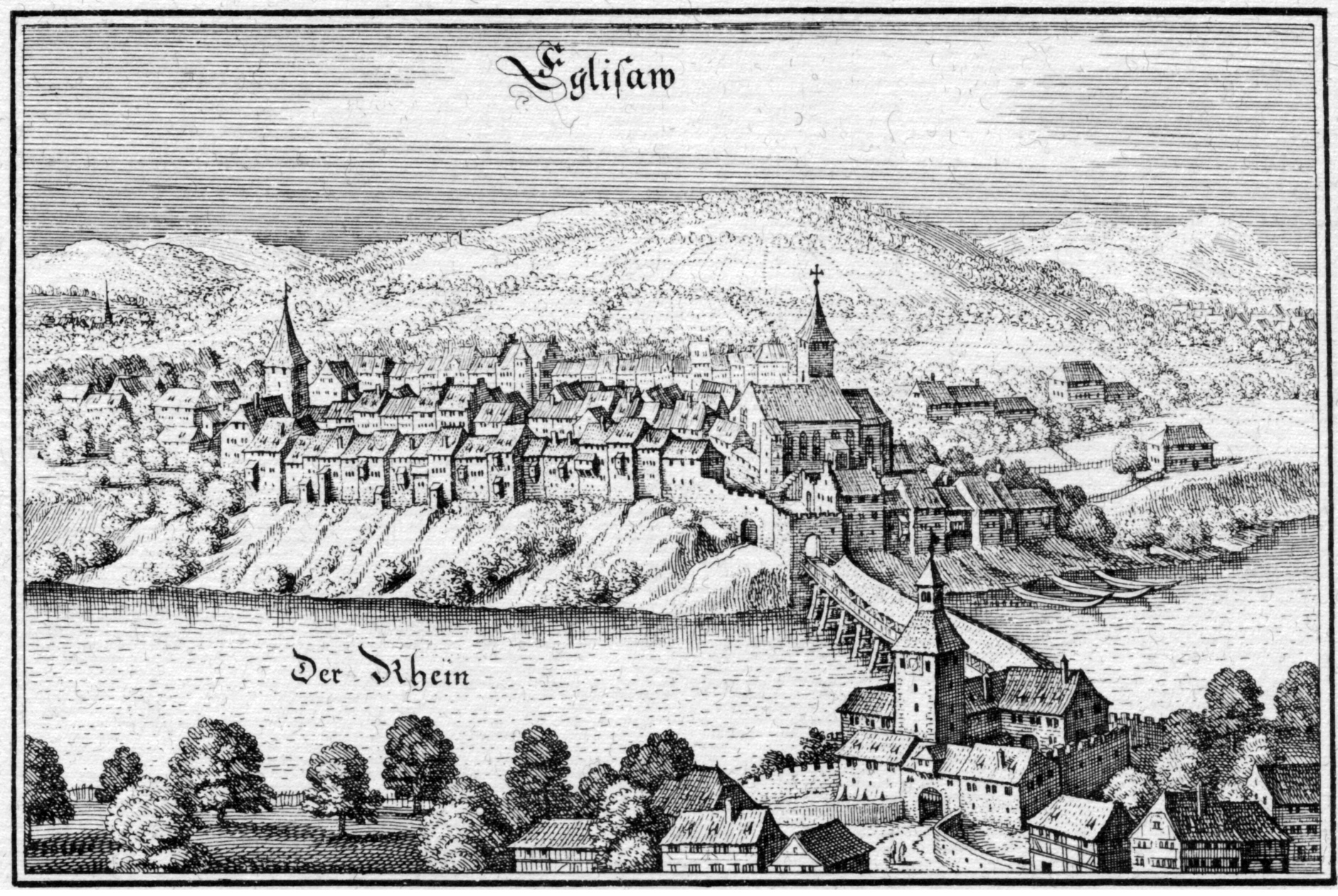
Eglisau 1654

## Geboren

### Erstes Halbjahr
- 01. Februar: Johann Andreas Danz, deutscher lutherischer Theologe und Orientalist († 1727)
- 03. Februar: Matthias Pussjäger, Tiroler Maler († 1734)
- 11. März: Heinrich Georg Neuss, deutscher Kirchenlieddichter († 1716)
- 12. März: Giuseppe Passeri, italienischer Architekt und Maler († 1714)
- 16. März: Andreas Acoluthus, deutscher Orientalist und Sprachforscher († 1704)
- 18. März: Catharina Charlotte de la Gardie, Ehefrau des Otto Wilhelm Graf von Königsmarck († 1697)
- 28. März: Sophie Amalie Moth, Mätresse des dänisch-norwegischen Königs Christian V., Gräfin von Samsø († 1719)
- 23. April: Heinrich Christoph Fehling, Dresdner Maler († 1725)
- 27. April: Johann Anton Gumpp, österreichischer Maler († 1719)
- 03. Mai: Jacques Abbadie, französischer Theologe und Schriftsteller († 1727)
- 04. Mai: Kangxi, Kaiser von China († 1722)
- 06. Mai: Thomas Pollock, britischer Kolonialgouverneur von North Carolina († 1722)
- 08. Mai: Johann von Besser, deutscher Dichter († 1729)
- 13. Mai: Thomas Lennard, 1. Earl of Sussex, englischer Adliger und Politiker († 1715)
- 18. Mai: Ernst Glück, deutscher Theologe und Bibelübersetzer († 1705)
- 23. Mai: Nicodemus Tessin der Jüngere, schwedischer Architekt († 1728)
- 14. Juni: Mauriz von Menzingen, Schweizer römisch-katholischer Ordenspriester († 1713)
- 23. Juni: Gregor Anton Oginski, polnisch-litauischer Hetman und General-Gouverneur des Herzogtums Samogitien († 1709)
- 23. Juni: Sophia von Sachsen-Weißenfels, Fürstin von Anhalt-Zerbst († 1724)

### Zweites Halbjahr
- 01. Juli: Louis II. Joseph de Bourbon, Herzog von Vendôme, französischer Marschall († 1712)
- 09. Juli: Reigen, 112. Tennō von Japan († 1732)
- 24. Juli: Michael Förtsch, deutscher lutherischer Theologe († 1724)
- 03. August: Karl, Landgraf von Hessen-Kassel († 1730)
- 30. September: Heinrich Rüdiger von Ilgen, brandenburgisch-preußischer Staatsminister und Diplomat († 1728)
- 000September: Vincent Lübeck, deutscher Komponist des Barock († 1740)
- 18. Oktober: Johann Friedrich, Markgraf von Brandenburg-Ansbach († 1686)
- 20. Oktober: Bartolomeo Guidobono, italienischer Maler und Freskant († 1709)
- 09. November: Christoph Weigel der Ältere, deutscher Kupferstecher, Kunsthändler und Verleger († 1725)
- 20. November (Taufe): Johann Philipp Bendeler, deutscher Organist und Orgeltheoretiker († 1709)
- 21. November: Gottlob Friedrich Seligmann, deutscher lutherischer Theologe († 1707)
- 27. November: Friedrich Rudolf Ludwig von Canitz, Diplomat und deutscher Schriftsteller († 1699)
- 02. Dezember: Johann Adolf von Anhalt-Zerbst, Militär und Kirchenlieddichter († 1726)
- 14. Dezember: Danylo Apostol, ukrainischer Kosakenhetman († 1734)
- 15. Dezember: Johann Theodor Jablonski, deutscher Pädagoge und Lexikograf († 1731)
- 24. Dezember: Andreas Gärtner (sorbisch Handrij Zahrodnik), kurfürstlich-sächsischer Modellmeister, Naturwissenschaftler und Erfinder († 1727)
- 29. Dezember: Christian Heinrich Aschenbrenner, deutscher Komponist und Violinist († 1732)

### Genaues Geburtsdatum unbekannt
- Reichardt Fux, österreichischer Steinmetz und Bildhauer († 1699)
- William Kidd, schottisch-amerikanischer Freibeuter  († 1701)
- Pier Francesco Tosi, italienischer Sänger, Komponist und Autor († 1732)

## Gestorben

### Todesdatum gesichert
- 02. Januar: Antoine Brun, Diplomat in spanischen Diensten (* 1599)
- 03. Januar: Matsunaga Teitoku, japanischer Dichter und Gelehrter (* 1571)
- 08. Januar: Johannes Hildbrand, Bürgermeister von St. Gallen und Münzmeister (* 1580)
- 27. Januar: Mathias Lorentisch, italienischer Steinmetzmeister und Bildhauer (* 1580)
- 06. Februar: Francesco Mochi, italienischer Bildhauer und Medailleur (* 1580)
- 08. Februar: Luca Ferrari, italienischer Maler (* 1605)
- 17. Februar: Michael Lohr, deutscher Komponist (* 1591)
- 06. März: Sebastian Beck, Schweizer evangelischer Geistlicher und Hochschullehrer (* 1583)
- 07. März: Ernst Gottlieb, Fürst von Anhalt-Plötzkau (* 1620)
- 09. März: Pedro Álvarez de Toledo y Leiva, spanischer Offizier und Kolonialverwalter, Vizekönig von Galicien und Vizekönig von Peru (* 1585)
- 21. März: Jean-François de Gondi, Erzbischof von Paris (* 1584)
- 24. März: Samuel Scheidt, deutscher Komponist (* 1587)
- 19. April: Matei Basarab, Woiwode der Walachei (* zwischen 1579 und 1588)
- 19. April: Ottilia Preußing, Opfer der Hexenverfolgung in Homburg vor der Höhe
- 12. Mai: Burchard Lösekanne, Bremer Kaufmann und Eltermann der Kaufleute (* 1604)
- 17. Mai: Daniel Stahl, deutscher Philosoph (* 1589)
- 10. Juni: Alessandro Algardi, italienischer Bildhauer und Baumeister (* 1598)
- 27. Juni: Johann Valentin Andreae, deutscher Schriftsteller (* 1586)
- 09. Juli: Ferdinand IV., König des Heiligen Römischen Reiches, König von Böhmen sowie König von Ungarn (* 1633)
- 10. Juli: İslâm III. Giray, Khan des Krimkhanats (* 1604)
- 14. Juli: William Forbes, schottischer Soldat und Söldner in schwedischen Diensten (* 1614)
- 01. August: Balthasar Gloxin, deutscher Jurist (* 1601)
- 25. August: Maria Schnökel, Opfer der Hexenverfolgung in Rinteln (* um 1600)
- 28. August: Axel Oxenstierna, schwedischer Reichskanzler (* 1583)
- 31. August: Olaus Wormius, Arzt, Reichsarchivar von Dänemark und Mitbegründer der skandinavischen Archäologie (* 1588)
- 06. September: Christian I., Pfalzgraf von Bischweiler (* 1598)
- 08. September: Petrus Claver, spanischer Jesuit, Missionar und Priester (* 1580)
- 15. September: Cornelis Bicker, Regent und Bürgermeister von Amsterdam (* 1592)
- 27. September: Louis de Lorraine, Herzog von Joyeuse (* 1622)
- 12. Oktober: Carel Fabritius, holländischer Maler und bedeutender Schüler Rembrandt van Rijns (* 1622)
- 16. Oktober: Hercule de Rohan, Herzog von Montbazon, Pair von Frankreich (* 1568)
- 30. Oktober: Go-Kōmyō, 110. japanischer Tennō (* 1633)
- 30. November: John Selden, englischer Universalgelehrter (* 1584)
- 06. Dezember: Erik Eriksson Ryning, schwedischer Admiral (* 1592)
- 17. Dezember: Johan de Knuyt, Gesandter Zeelands bei den Westfälischen Friedensverhandlungen (* 1587)
- 25. Dezember: Anton Matthäus jun., deutscher Rechtswissenschaftler (* 1601)
- 27. Dezember: Theodor Zwinger, Pfarrer und Theologieprofessor (* 1597)

### Genaues Todesdatum unbekannt
- Francisco Correa de Arauxo, andalusischer Organist und Komponist (* 1584)
- Giovanni Pieroni, italienischer Architekt, Mathematiker und Astronom (* 1586)
- Jacob Ørn, dänischer Musiker und Komponist (Geburtsdatum unbekannt)